# Suffissi onorifici giapponesi
La lingua giapponese utilizza una vasta gamma di suffissi onorifici per riferirsi alle persone, per esempio il "-san". Questi suffissi sono spesso neutri, ma alcuni vengono usati per un contesto femminile (ad esempio il "-chan") mentre altri indicano un contesto maschile (come il "-kun"). Queste onorificenze sono utilizzate come suffissi che si attaccano in fondo ai nomi delle persone e possono essere applicate per il nome o il cognome a seconda di chi si ha di fronte. Nelle situazioni in cui si usa sia il nome che il cognome, il suffisso viene sempre usato in fondo per ultimo. Mentre queste onorificenze vengono usate esclusivamente sui nomi propri, questi suffissi possono trasformarsi da nomi comuni a nomi propri se collegati tra loro. Questo può essere visto su parole come "neko-chan" che trasforma la parola neko (gatto) in un nome proprio per riferirsi unicamente a quel particolare gatto aggiungendo il titolo onorifico "-chan" col significato di "carino" o "piccolo". Queste onorificenze vengono usate spesso in combinazione con i suffissi parlati come ad esempio il Keigo che si trova nella coniugazione dei verbi.

## Utilizzo
Anche se i suffissi non fanno parte delle basi della grammatica della lingua giapponese, sono una parte fondamentale della sociolinguistica dei giapponesi, e l'uso corretto è essenziale per un discorso competente e appropriato. Significativamente usare un titolo onorifico per riferirsi a se stessi o non usare un titolo onorifico quando necessario è un grave passo falso e in entrambi i casi si verrà visti come goffi e arroganti.
Un titolo onorifico è generalmente usato quando ci si riferisce alla persona con cui si sta parlando (l'interlocutore), o quando ci si riferisce a una terza persona in un discorso. Un titolo onorifico viene usato per riferirsi a un superiore, quando si parla di uno che è in un gruppo, e in scrittura formale, e non viene mai usato per riferirsi a se stessi, tranne che per creare un effetto drammatico o per casi eccezionali.
Oltre al suffisso per riferirsi all'interlocutore, è noto anche lo yobisute, che implica un grado di intimità generalmente riservato per un coniuge, i membri più giovani della famiglia, persone socialmente inferiori (come un insegnante che si rivolge agli studenti), e amici molto stretti. All'interno delle squadre sportive o tra compagni di classe, dove gli interlocutori hanno circa lo stesso grado di anzianità, può essere accettabile usare nomi familiari senza titoli onorifici. Alcune persone di generazione più giovane preferiscono essere indicate senza un titolo onorifico e usare i suffissi come segno di formalità ma solo con occasionali conoscenti.
Quando si fa riferimento a una terza persona, le onorificenze vengono usate tranne quando si parla dei membri della propria famiglia con un estraneo o quando ci si riferisce a un membro della propria azienda e si parla con un cliente o con un altro collega viene conosciuto come uchi-soto. I suffissi non sono utilizzati per riferirsi a se stessi, tranne se si è arroganti ("ore-sama") o si è carini ("ore-chan") o talvolta quando si parla con bambini piccoli per insegnare loro come affrontare l'interlocutore.
L'uso dei suffissi è correlato ad altre forme del linguaggio onorifico giapponese, in particolare l'uso delle forme educate ("-masu" e "desu") rispetto a ("sama" e "san") può apparire stridente se usato con un titolo onorifico cortese.

## Traduzione
Quando si traducono i suffissi onorifici, i pronomi e gli aggettivi separati devono essere utilizzati al fine di trasmettere lo stesso significato. Poiché questi suffissi possono indicare lo status sociale e i livelli di educazione, si possono utilizzare anche alcuni aggettivi per indicare le persone. Mentre alcuni suffissi quali "-san" sono molto spesso utilizzati per la loro neutralità di genere e indicano familiarità e contesti informali, altri suffissi quali "-chan" o "-kun" sono più specifici del contesto in cui sono utilizzati. Queste sfumature possono essere tradotte utilizzando sia aggettivi che intere frasi.

## Suffissi comuni

### San
San (さん?, [san]) , derivato dal ''sama'', è il titolo onorifico più comune, ed è un titolo di rispetto usato praticamente fra persone di tutte le età. Anche se la traduzione più vicina è il "signor" o "signora", "-san" è quasi universalmente aggiunto al nome di una persona; "-san" può essere utilizzato sia in contesti formali che informali e per qualsiasi genere. Poiché è il suffisso più comune è anche quello utilizzato più spesso per convertire i nomi comuni in propri.
San può essere utilizzato per combinare i nomi sul posto di lavoro, in modo che un libraio possa essere affrontato e indicato come Honya-san (signore della libreria) e un macellaio come Nikuya-san (signore della macelleria).
San è talvolta usato con i nomi di società. Ad esempio, gli uffici o i negozi di una società chiamata "Kojima Denki" potrebbero essere indicati come "Kojima Denki-san" da un'altra società vicina. Questo può essere visto sulle piccole mappe spesso utilizzate in rubriche e biglietti da visita in Giappone, dove i nomi delle aziende circostanti sono scritti utilizzando il "San".
San può anche essere collegato ai nomi degli animali o anche a oggetti inanimati. Ad esempio, un coniglio da compagnia potrebbe essere chiamato Usagi-san e il pesce utilizzato per la cottura come Sakana-san. Entrambi gli usi sarebbero considerati infantili e si eviterebbero in un discorso formale. Anche le persone sposate spesso fanno riferimento ai loro coniugi con il San.
Online, i giocatori giapponesi spesso aggiungono un numero 3 al nome di un altro giocatore per indicare San (esempio: Taro3 significa Taro-san) , dal momento che il numero tre è anche pronunciato San.

### Sama
Sama (様?, [sama]) è una versione decisamente più rispettosa di San e può essere utilizzato per qualsiasi genere. Viene utilizzato principalmente per riferirsi a persone di grado più elevato rispetto a se stessi a livello sociale\lavorativo (come un dipendente verso il capo), verso i propri clienti (come ad esempio un annunciatore sportivo che si rivolge ai membri del pubblico), a persone con titoli nobiliari (come membri della famiglia reale o l'imperatore) e talvolta nei confronti di persone che si ammirano molto. Le divinità, sia i Kami nativi che il Dio cristiano, vengono indicati come "Kami-sama" che significa "Dio-sama". 
Quando viene usato per riferirsi a se stessi, Sama esprime estrema arroganza ed è considerato estremamente scortese (a meno che non sia usato come auto ironia), come ad esempio "ore-sama" (俺様 Oresama, "il grande me") che unisce il pronome "Ore" (tradotto come "io" considerato mascolino ma informale) ed il suffisso Sama, ma è raramente usato, l'unica eccezione nel significato è negli anime, i personaggi che usano Oresama per riferirsi a se stessi sono molto mascolini e seguono lo stereotipo del "ribelle arrogante".
Sama segue abitualmente il nome del destinatario sui pacchi postali e sulle lettere e sulle e-mail aziendali.
Sama appare anche in frasi di ringraziamento come "o-machido sama" ("grazie per l'attesa") o "o-tsukare-sama" ("grazie per il buon lavoro").

### Dono
Dono (殿?, [dono]) quando collegato a un nome significa approssimativamente "signore" o "padrone". Questo suffisso è estremamente formale e arcaico, veniva usato durante il periodo Edo per rivolgersi ai guerrieri samurai.
Al pari del "-sama", viene utilizzato quando si ha un rispetto davvero elevato verso una persona.
Questo suffisso non è comunemente usato nelle conversazioni quotidiane, ma è ancora usato in alcuni tipi di scritti di corrispondenza commerciale nonché sui certificati e sui riconoscimenti e in corrispondenze scritte del cha no yu. 
Al giorno d'oggi viene adoperato in rarissime occasioni molto formali. Quando è usato nelle conversazioni quotidiane, viene spesso utilizzato per scherzo per indicare una esagerazione di età. Questo è anche comunemente usato in film, manga e anime, soprattutto da parte di stranieri, anziani e persone di bassa condizione, soprattutto in manga e anime Shōnen.

### Shi
Shi (氏?, [si]) viene utilizzato in una scrittura formale e talvolta in un discorso molto formale per indicare una persona che non è familiare a chi parla, di solito una persona conosciuta tramite pubblicità che l'oratore non ha mai realmente incontrato. Ad esempio il titolo Shi è più comune in un discorso di Newsgroup e viene preferito in documenti legali, riviste accademiche e alcuni scritti formali. Una volta che il nome di una persona viene indicato con il Shi, la persona può venire chiamata solo con il Shi senza il nome purché sia riferito a una sola persona.

### Kun
Kun (in kanji 君, in hiragana くん?): uno dei suffissi più diffusi, utilizzato tra ragazzi e amici per indicare una certa forma di rispetto, o da un adulto verso una persona molto più giovane come segno di confidenza. Può essere rivolto da un ragazzo anche alle ragazze ma questo caso è più raro. Può essere utilizzato da un anziano o adulto per rivolgersi a giovani di entrambi i sessi. È utilizzato anche in ambito lavorativo.

### Chan

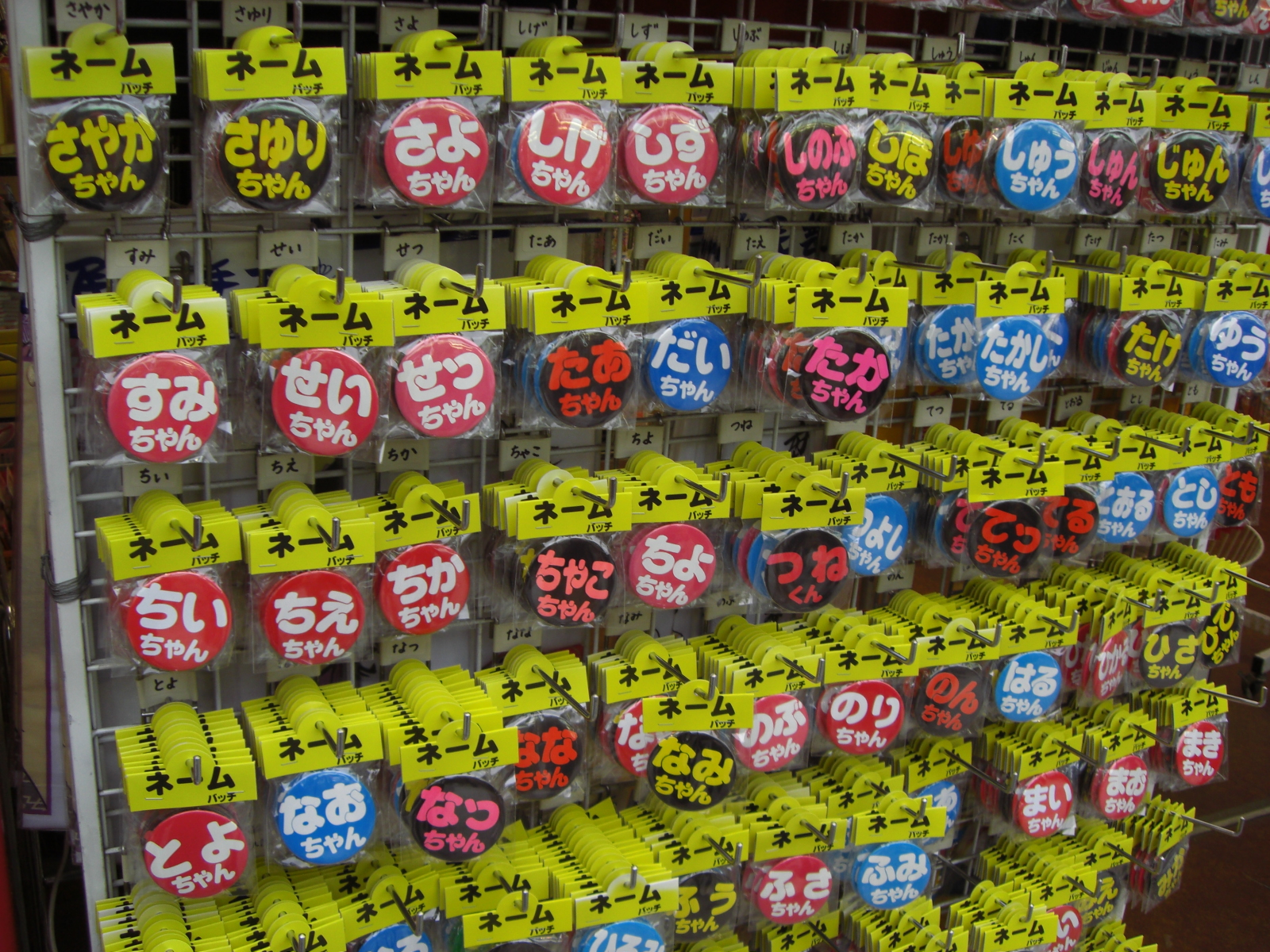
Spille con diversi nomi giapponesi seguiti dal suffisso chan

Chan (ちゃん?, [tyan]): utilizzato come vezzeggiativo, propriamente verso i bambini con i quali nel linguaggio occidentale corrisponderebbe all'appellativo "piccolo/a" o ad un diminutivo (es. Carletta, Luigino). Può però (ed è diffusissimo in questo senso) essere utilizzato anche fra persone adolescenti o adulte e in questi casi indica forte amicizia e confidenza, come per esempio fra amiche di scuola, ma può indicare anche affettuosità, fiducia e un certo grado di intimità, come fra amanti, amici stretti, coppie o fra parenti più grandi verso parenti più piccoli (es. la madre al figlio). Generalmente si utilizza più spesso e con connotazioni meno strette fra ragazze, mentre se usato da un ragazzo per rivolgersi ad una ragazza non parente è più probabile che indichi che vi sia un rapporto particolare fra i due (es. fidanzati o amici d'infanzia), altrimenti i ragazzi chiamano le ragazze (per esempio le compagne di scuola) con il cognome seguito dal -san, e anche loro chiameranno i maschi per cognome (spesso con il -kun), mentre è comune chiamarsi per nome fra persone dello stesso sesso. Tra amici maschi è più raro e ha prevalentemente sfumature scherzose o ironiche o deriva da una lunga amicizia. Rivolto a un uomo può però anche risultare offensivo. Utilizzare -chan con persone adulte che si conosce appena può essere visto come scortesia. Viene utilizzato anche per gli animali domestici. Il -chan può essere usato anche dopo un'abbreviazione del nome.

### Sensei
Sensei (先生?, [sensei]): significa "professore", "maestro" (in ogni senso) o "dottore". Propriamente non è un suffisso, ma in alcuni casi il suo utilizzo associato ad un nome lo rende analogo a questi (es. Denegawa-sensei, il professor Denegawa o il dottor Denegawa), seppur spesso sia utilizzato anche da solo.

### Senpai
Senpai (先輩?, [senpai]): indica un compagno o collega più anziano o superiore di grado che merita considerazione e rispetto, e non ha corrispettivi nella lingua italiana risultando intraducibile direttamente. Anche in questo caso non si tratta propriamente di un suffisso e spesso è utilizzato da solo, ma il suo utilizzo accostato ad un nome è simile (es. Izumi-senpai, il senpai Izumi). È utilizzato quindi sul lavoro, oppure a scuola per indicare un alunno di una classe maggiore. Inversamente al senpai c'è il kōhai (後輩?, [kouhai]), cioè un compagno o collega più giovane e inesperto, ma questo termine raramente viene utilizzato accanto a un nome.

## Famiglia
- Oniisan (お兄さん?) e oneesan (お姉さん?): fratello maggiore e sorella maggiore. Derivano dai termini propriamente detti per indicare il fratello e la sorella maggiori, ani e ane. In una famiglia sovente si utilizzano questi termini al posto del nome quando ci si rivolge ad un fratello o ad una sorella maggiore, e possono essere utilizzati come suffissi. Possono essere utilizzati anche verso fratelli e sorelle maggiori appartenenti ad altre famiglie come forme di cortesia. Si può aggiungere una "o" prima della parola (per esempio oniisan) per indicare una maggiore cortesia, ma questo avviene se la parola è usata da sola e non come suffisso. Senza la "o" si può usare "niisan" o "neesan" anche come suffisso dopo il nome. Per indicare un fratello o una sorella maggiore si può utilizzare anche oniichan/niichan e oneechan (お兄ちゃん?)/neechan (お姉ちゃん?), che si traduce come "fratellone\sorellona" ma questo è più informale ed affettuoso, indicando che c'è un legame affettivo molto stretto tra fratello\sorella.
- Otouto e imouto: fratello minore e sorella minore. Non ci sono suffissi per indicare un fratello o una sorella minore, però, se c'è molta distanza di età, il fratello/sorella maggiore può accompagnare il nome proprio del fratellino/della sorellina con il suffisso "-Chan".
- Nii e nee: sono abbreviazioni di "niisan", "niichan", "neesan" e "neechan", si usano come i suffissi, quindi, dopo il nome (es. Takeshi-nii).
- Ojisan e obasan: zio e zia.
- Ojiisan (おじいさん?) e obaasan (おばあさん?): nonno e nonna. Ojiichan (おじいちゃん?)\Obaachan (おばあちゃん?) è un altro modo per riferirsi ai nonni, ma molto più informale ed a meno che non ci sia un forte legame viene considerato infantile
- Otōsan e okaasan: papà e mamma.

Per tutti questi suffissi esistono anche le varianti con il -chan o il -sama al posto del -san, utilizzate a seconda del grado di cortesia e di confidenza. Per esempio oniisama e oneesama sono molto formali e in genere si utilizzano in famiglie di rango elevato con una ferrea educazione.
Va notato che molti bambini utilizzano questi termini verso qualsiasi persona più grande anche al di fuori del contesto familiare, piuttosto che utilizzando il cognome seguito dal -san, basandosi sull'età "apparente" della persona in questione. Ad esempio, una donna adulta è probabile che venga chiamata "zia", un anziano "nonno" (senza connotazioni dispregiative come potrebbe risultare in italiano), una ragazza più grande "sorellona" ("neesan" o "neechan", preceduto o meno dal nome).
In alcuni casi sporadici anche degli adulti possono utilizzarli in maniera analoga, ma in base a precisi rapporti che spesso dipendono dal contesto particolare e da quello che sarebbe il punto di vista di un bambino. Per esempio, un adulto che entra in un negozio nel quale ha una certa familiarità potrebbe chiamare "zio" il gestore. In altri casi potrebbe essere vista come una forma di scortesia, ed è sempre meglio utilizzare il normale suffisso -san di seguito al nome, oppure -sensei in caso di persone specializzate in una professione.
Da notare inoltre che per riferirsi ai propri familiari mentre si parla con altri, sono usati altri termini, come haha="mia madre", mentre quelli elencati qui sopra sono usati sia per chiamare direttamente i propri familiari (es. Otōsan!="papà!") sia per parlare dei familiari degli altri.